# Fuck'n USA
Fuck'n USA (även Fucking USA) sydkoreansk protestsång mot USA och för koreansk återförening, skriven av Yoon Min-suk 2002.
Fuck'n USA skrevs i samband med en antiamerikansk protestvåg som bröt ut i Sydkorea efter att en amerikansk stridsvagn dödade två högstadieelever i samband med att kravaller utbröt sedan amerikanen Apolo Anton Ohno vunnit en omtvistad seger i skridskolöpning mot sydkoreanen Kim Dong-Sung. 
Sången blev en hit i Sydkorea och kom att spelas vid ett flertal demonstrationer och marscher, bland annat utanför USA:s ambassad. I övriga världen har sången framförallt blivit känd genom en musikvideo som gjorts av okända upphovsmän och som sänts i både japansk och amerikansk TV samt spritts på internet. Musikvideon i fråga avslutas dock med parollen "Yankee go home" trots att originallåten har ytterligare två verser. 
Sången har ett antiamerikanskt budskap och anklagar USA för att ha delat Korea. Sångtexten omnämner bl.a. USA:s massaker i Nogun Ri samt anklagar landet för att styra Sydkorea och hota Nordkorea. 